# Ширяев, Григорий Викторович
Григорий Викторович Ширяев (7 декабря 1977, Леньки, Алтайский край — 4 февраля 2010, село Комсомольское, Чечня) — российский офицер, заместитель командира группы отряда специального назначения Северо-Кавказского регионального командования внутренних войск МВД России (город Армавир), капитан, Герой Российской Федерации (2010, посмертно).

## Биография
Григорий Ширяев родился в семье железнодорожников — отец Виктор Алексеевич был начальником подменного пункта, мать Людмила Ивановна врачом в больнице на станции. В середине 1990-х годов семья переехала в село Кулунда Алтайского края. Родители Григория надеялись, что он будет работать на железной дороге, и он поступил в Омский государственный университет путей сообщения. Однако с пятого курса ушёл служить рядовым в Армавирский отряд спецназа внутренних войск МВД России в 1999 году.
После завершения срочной службы в 2001 году остался в отряде на службе по контракту. Позднее, после защиты диплома в Омском государственном университете путей сообщения ему присвоили офицерское звание. Во время службы он занимался боевыми искусствами (получил коричневый пояс по карате), рукопашным боем, спецподготовкой (стал обладателем крапового берета), альпинизмом, стал инструктором, готовил военнослужащих к работе на зимних Олимпийских играх 2014 года в Сочи.
За десять лет службы в спецназе Григорий Ширяев неоднократно выполнял служебно-боевые задачи в Северо-Кавказском регионе России и Южной Осетии, участвовал в тридцати специальных операциях по поиску и уничтожению незаконных вооруженных формирований, более десяти — боевого охранения при сопровождении воинских колонн по различным районам Северного Кавказа.

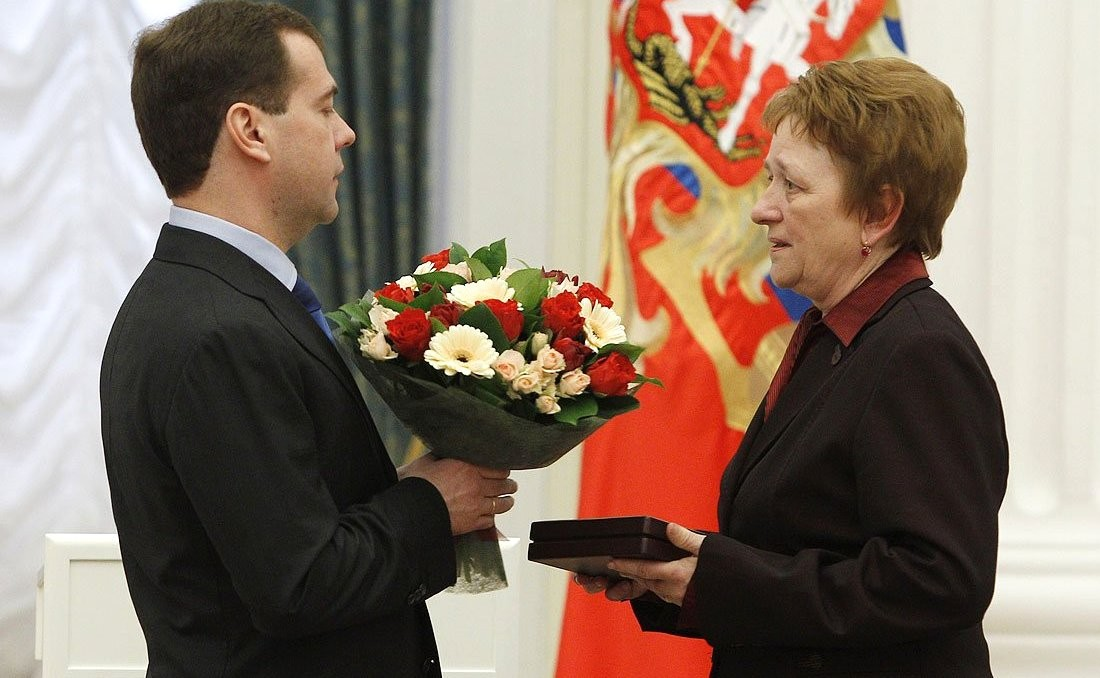
Президент России Д. А. Медведев передаёт медаль «Золотая Звезда» Людмиле Ивановне Ширяевой, матери капитана Г. Ширяева, награждённого посмертно.

4 февраля 2010 года перед тремя отрядами специального назначения, включая «Вятич», где служил Ширяев, была поставлена задача провести разведывательно-засадные действия юго-восточнее села Комсомольского Урус-Мартановского района Чеченской Республики и не допустить выхода бандгрупп. Во время попытки боевиков прорваться через боевые порядки группы специального назначения, заместитель командира 3 группы специального назначения по специальной подготовке капитан Ширяев исполнял обязанности командира и обеспечил прикрытие своих товарищей со своей огневой позиции, уничтожив троих боевиков. Капитан Ширяев, осуществляя непосредственное руководство боевыми действиями подразделения, принял решение обойти огневое укрытие боевиков, чтобы сжечь его огнемётом. Он вёл прицельный огонь, находясь всего в нескольких метрах от боевиков, не давая им приблизиться к основным силам группы. Получив ранение, он вёл огонь до последнего патрона и, отвлекая огонь на себя, умело руководил действиями военнослужащих, чем обеспечил отход группы в безопасное место и не допустил гибели всего личного состава разведывательной группы. Григорий Ширяев получил четыре смертельных ранения и скончался на месте.
Похоронен в селе Кулунда (Алтайский край).
Указом Президента Российской Федерации № 1447 от 18 ноября 2010 года за «мужество и героизм, проявленные при исполнении воинского долга в Северо-Кавказском регионе» капитану Григорию Викторовичу Ширяеву присвоено звание Героя Российской Федерации посмертно.
25 марта 2011 года Президент России Дмитрий Медведев вручил Медаль «Золотая Звезда» матери капитана внутренних войск МВД РФ Григория Ширяева — Людмиле Ивановне Ширяевой.